# Serpente (costellazione)
Il Serpente (in latino Serpens) è una delle 88 costellazioni moderne ed era anche una delle 48 elencate da Tolomeo. È l'unica delle moderne costellazioni ad essere divisa in due parti: la Testa del Serpente (Serpens Caput) ad ovest e la Coda del Serpente (Serpens Cauda) ad est. Tra queste due parti si trova la costellazione di Ofiuco, colui che porta il serpente.

## Caratteristiche

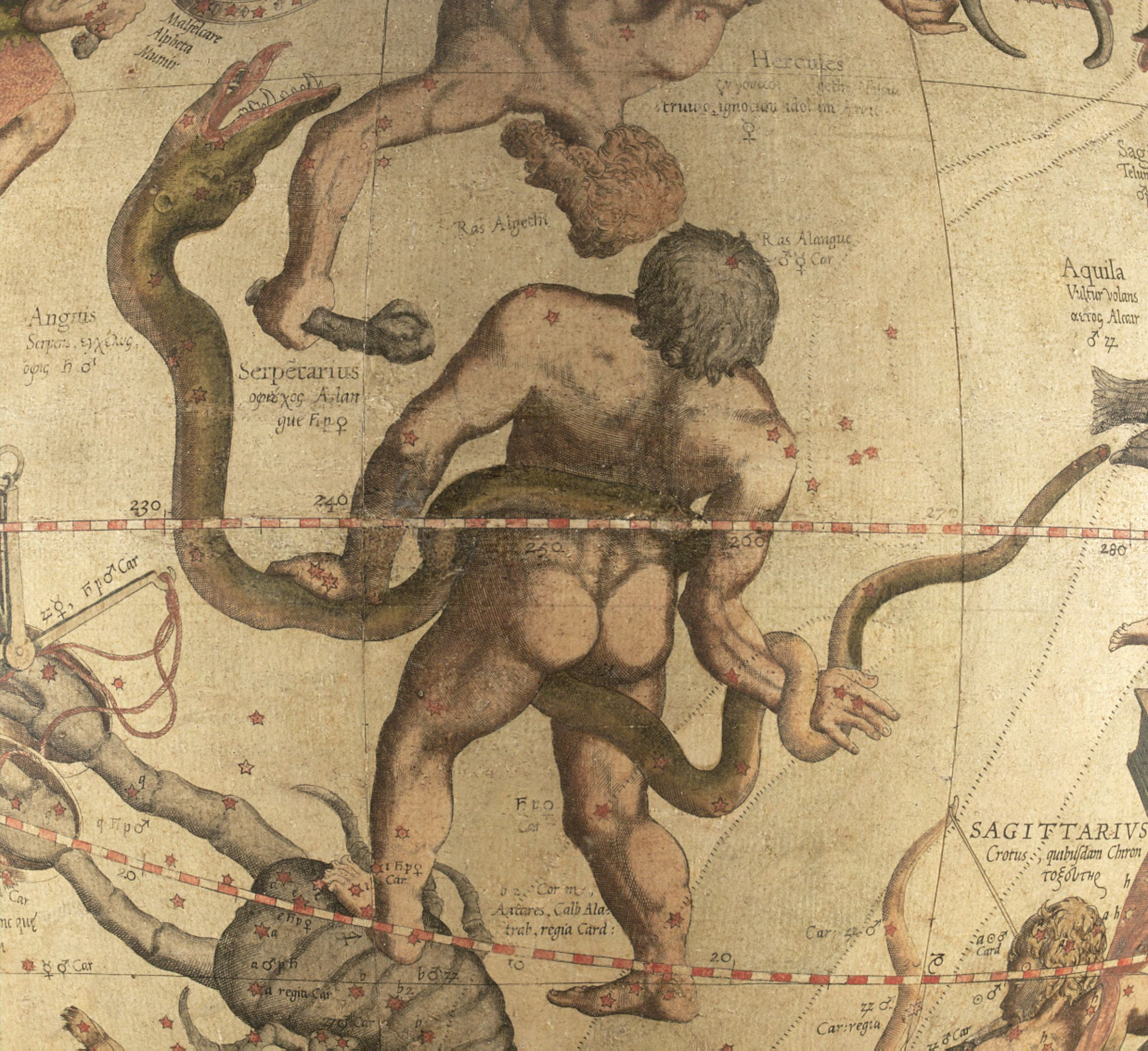
Illustrazione del Mercatore delle due costellazioni del Serpente e dell'Ofiuco.

Quando nel 1930 l'Unione Astronomica Internazionale decise di tracciare dei confini netti alle costellazioni, formati da archi orari e cerchi concentrici seguendo le coordinate celesti, si trovarono a dover stabilire i contorni del Serpente e dell'Ofiuco, le quali erano fortemente legate e sovrapposte in più parti; in parte basandosi sulla nomenclatura stellare, in parte basandosi sugli atlanti celesti precedenti, si stabilì che il Serpente dovesse essere diviso in due parti: la Testa e la Coda. La sigla della costellazione è Ser per entrambe le parti, ma talvolta, per indicare maggior precisione, si utilizzano le sigle Ser cp per la Testa e Ser cd per la Coda.
Poiché il Serpente viene considerato una sola costellazione anche se è diviso in due metà, l'ordinamento della nomenclatura di Bayer segue l'ordine di luminosità di entrambe le costellazioni. La parte della Testa è quasi interamente a nord dell'equatore celeste, mentre la parte della Coda sta a cavallo di esso, lungo la parte terminale della Fenditura del Cigno, un complesso di nebulose oscure che attraversa la Via Lattea boreale in senso longitudinale.
Il Serpente è una costellazione ben visibile nei mesi compresi fra maggio e settembre, da entrambi gli emisferi. Solo una delle stelle del Serpente è più luminosa della terza magnitudine, perciò la costellazione non è facile da scorgere, se non si dispone di cieli tersi. α Serpentis, chiamata Unukalhai, si trova nella Testa. δ Serpentis, anch'essa nella Testa, è una stella doppia posta a soli 27 anni luce dalla Terra. Anche θ Serpentis, nella Coda, è doppia.
Le stelle sono divise in questo modo: α, β, γ, δ, ε, ι, κ, λ, μ, π, ρ, σ, τ, χ e ω Serpentis nella Testa. ζ, η, θ, ν, ξ, e ο Serpentis nella Coda.

### Stelle principali
- α Serpentis (Unukalhai), nella Testa, è una stella arancione di magnitudine 2,63, distante 73 anni luce; è la più brillante della costellazione.
- η Serpentis (Tang), nella Coda, è una stella arancione di magnitudine 3,23, distante 62 anni luce.
- μ Serpentis (Leiolepis), nella Testa, è una stella bianca di magnitudine 3,54, distante 156 anni luce; è al confine meridionale della Testa.
- ξ Serpentis, nella Coda, è una stella arancione di magnitudine 3,54, distante 195 anni luce; è la stella più meridionale della costellazione, vicino al Sagittario.
- β Serpentis (Chow), nella Testa, è una stella bianca di magnitudine 3,65, distante 153 anni luce.

### Stelle doppie
Il Serpente contiene alcune facili stelle doppie, alcune delle quali risolvibili anche con un semplice binocolo.
- Fra le più facili spicca la θ Serpentis, che rappresenta l'estremità della coda dell'animale; è composta da due stelle bianche di quarta magnitudine entrambe, separate da 22", dunque risolvibili anche con un potente binocolo.
- HD 135101 è una stella gialla di sesta magnitudine, che a quasi 24" possiede una compagna di settima grandezza, anch'essa giallastra.
- 59 Serpentis è la più facile di tutte in termini di separazione delle componenti: le due stelle infatti, una di quinta e una di settima, sono separate da oltre mezzo primo d'arco.
- HD 136160 è una stella gialla di settima grandezza, che mostra a 13" una compagna di una magnitudine meno luminosa.

| Principali stelle doppie |                                          |                                          |             |             |                                 |        |
| Nome                     | Coordinate equatoriali all'epoca J2000.0 | Coordinate equatoriali all'epoca J2000.0 | Magnitudine | Magnitudine | Separazione (in secondi d'arco) | Colore |
| Nome                     | AR                                       | Dec                                      | A           | B           | Separazione (in secondi d'arco) | Colore |
| HD 135101                | 15h 12m 43s                              | +19° 17′ 10″                             | 6,68        | 7,53        | 23,7                            | g + g  |
| HD 136160                | 15h 18m 42s                              | +10° 25′ 40″                             | 7,09        | 8,03        | 13,4                            | g + g  |
| δ Serpentis              | 15h 34m 48s                              | +10° 32′ 20″                             | 4,2         | 5,3         | 3,9                             | g + g  |
| HD 142661                | 15h 55m 55s                              | -02° 09′ 52″                             | 7,0         | 8,5         | 5,9                             | g + g  |
| HD 144564                | 16h 06m 03s                              | +13° 19′ 15″                             | 7,0         | 8,2         | 36,4                            | ar + r |
| 59 Serpentis             | 18h 27m 12s                              | +00° 11′ 47″                             | 5,3         | 7,6         | 3,8                             | g + g  |
| θ Serpentis              | 18h 56m 15s                              | +04° 12′ 10″                             | 4,62        | 4,98        | 22,2                            | b + b  |

### Stelle variabili
La costellazione contiene alcune stelle variabili, anche se la gran parte di esse sono poco luminose.
Fra le Mireidi spicca la R Serpentis, che in fase di massimo è visibile anche ad occhio nudo, essendo di quinta magnitudine; in poco meno di un anno oscilla fra questa e la quattordicesima grandezza. Un'altra Mireide facile da osservare in fase di massimo è la S Serpentis, che raggiunge la magnitudine 7,0.
Una variabile semiregolare semplice da osservare è la τ4 Serpentis, che al massimo della luminosità è di magnitudine 5,8, dunque visibile ad occhio nudo, mentre in fase di minimo scende fino alla settima grandezza; il suo periodo è di circa 100 giorni di media.
| Principali stelle variabili |                                          |                                          |             |             |                  |                                 |
| Nome                        | Coordinate equatoriali all'epoca J2000.0 | Coordinate equatoriali all'epoca J2000.0 | Magnitudine | Magnitudine | Periodo (giorni) | Tipo                            |
| Nome                        | AR                                       | Dec                                      | Max.        | Min.        | Periodo (giorni) | Tipo                            |
| R Serpentis                 | 15h 50m 42s                              | +15° 08′ 01″                             | 5,16        | 14,4        | 356,41           | Mireide                         |
| S Serpentis                 | 15h 21m 40s                              | +14° 18′ 53″                             | 7,0         | 14,1        | 371,84           | Mireide                         |
| U Serpentis                 | 16h 07m 18s                              | +09° 55′ 53″                             | 7,8         | 14,7        | 237,50           | Mireide                         |
| FL Serpentis                | 15h 12m 04s                              | +18° 58′ 34″                             | 5,79        | 6,02        | -                | Irregolare                      |
| FR Serpentis                | 18h 35m 36s                              | +04° 56′ 10″                             | 6,34        | 6,52        | 2,1436           | Irregolare (Stella al carbonio) |
| τ4 Serpentis                | 15h 36m 28s                              | +15° 06′ 05″                             | 5,87        | 7,07        | 100:             | Semiregolare                    |
| 59 Serpentis                | 18h 27m 12s                              | +00° 11′ 47″                             | 5,17        | 5,29        | -                | Irregolare                      |

## Oggetti del profondo cielo

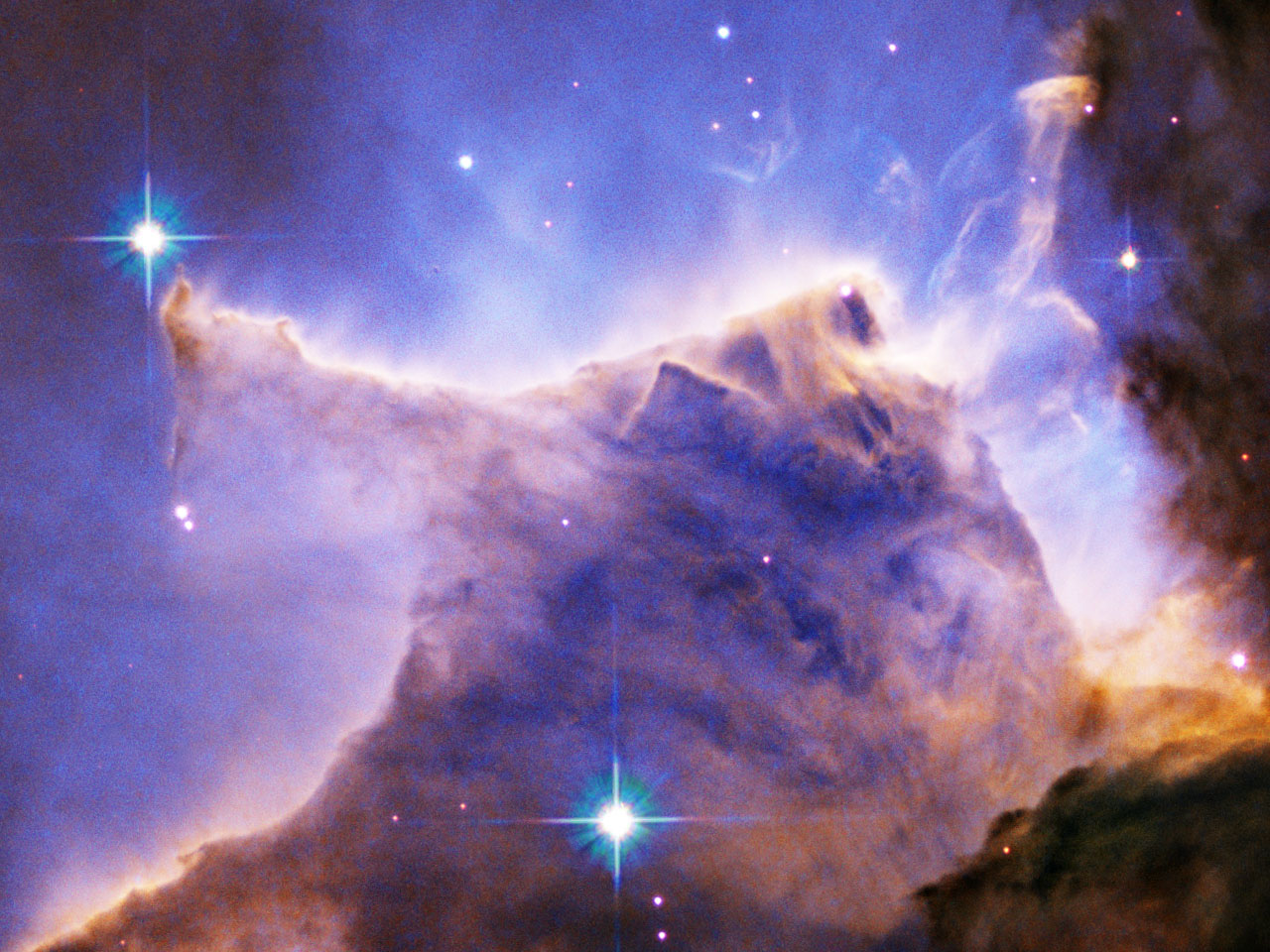
Un dettaglio della Nebulosa Aquila.

La parte della Testa giace lontano dalla Via Lattea, in un punto in cui è possibile l'osservazione di galassie remote. La parte della Coda invece giace sulla Via Lattea, ma in direzione della base di quella che più a nord è nota come Fenditura del Cigno e dell'Aquila, un enorme complesso di polveri interstellari che oscura completamente stelle e oggetti galattici. A causa di ciò, gli oggetti non stellari non abbondano e quei pochi visibili risultano in genere deboli e poco attraenti.
La testa del Serpente contiene tuttavia un interessante ammasso globulare, M5, situato a circa 8° a sudovest di α Serpentis, ed è tra i più belli del cielo.
Tra le nebulose spicca la celebre Nebulosa Aquila (M16), la quale è una nebulosa diffusa associata ad un giovane ammasso aperto (ossia una regione H II); si trova verso il confine con lo Scudo e il Sagittario ed è una delle nebulose più conosciute e fotografate. La nebulosa fa parte di un vasto complesso nebuloso che ingloba anche la Nebulosa Omega e l'ammasso aperto NGC 6604, ben visibile nell'infrarosso.
Sull'estremità settentrionale della coda del Serpente spicca l'ammasso aperto IC 4756, formato da diverse decine di componenti a partire dalla magnitudine 8, che forma una bella coppia col vicino NGC 6633, situato però entro i confini dell'Ofiuco.
Di grande interesse è l'ammasso di galassie Abell 2029, distante circa un miliardo di anni-luce; contiene al suo interno una galassia ellittica gigante, IC 1101 (quest'ultima in realtà ricade entro il confine della Vergine), che con il suo diametro di ben 6 milioni di anni-luce e le sue circa 100 000 miliardi di stelle è la galassia più grande finora conosciuta. Tra le singole galassie, spicca per la sua forma l'Oggetto di Hoag, una galassia ad anello vista perfettamente di faccia; la sua debolezza di luminosità però fa sì che sia visibile solo con telescopi di grandi dimensioni.
| Principali oggetti non stellari |                                          |                                          |                   |             |                                        |                 |
| Nome                            | Coordinate equatoriali all'epoca J2000.0 | Coordinate equatoriali all'epoca J2000.0 | Tipo              | Magnitudine | Dimensioni apparenti (in primi d'arco) | Nome proprio    |
| Nome                            | AR                                       | Dec                                      | Tipo              | Magnitudine | Dimensioni apparenti (in primi d'arco) | Nome proprio    |
| M5                              | 15h 18m 34s                              | +02° 05′ :                               | Ammasso globulare | 5,6         | 23                                     |                 |
| NGC 5921                        | 15h 21m 57s                              | +05° 04′ :                               | Galassia          | 10,8        | 4,9 x 4,9                              |                 |
| NGC 6535                        | 18h 03m 51s                              | -00° 18′ :                               | Ammasso globulare | 10,6        | 3,6                                    |                 |
| NGC 6539                        | 18h 04m 50s                              | -07° 35′ :                               | Ammasso globulare | 9,6         | 6,9                                    |                 |
| M16                             | 18h 19m :                                | -13° 49′ :                               | Nebulosa diffusa  | 6,0         | 7                                      | Nebulosa Aquila |
| IC 4756                         | 18h 39m :                                | +05° 27′ :                               | Ammasso aperto    | 4,6         | 40                                     |                 |

## Sistemi planetari
Nel Serpente, e in particolare nella parte della coda, sono noti alcuni sistemi planetari extrasolari; uno dei più noti è CoRoT-2, il cui pianeta, CoRoT-2 b, è un pianeta gioviano caldo con una massa pari a oltre tre volte la massa gioviana. HD 168443 è conosciuto per avere un pianeta grande 7,2 volte Giove, più un corpo di 34 masse gioviane che potrebbe essere una nana bruna.
| Sistemi planetari |                                          |                                          |             |                   |                              |
| Nome del sistema  | Coordinate equatoriali all'epoca J2000.0 | Coordinate equatoriali all'epoca J2000.0 | Magnitudine | Tipo di stella    | Numero di pianeti confermati |
| Nome del sistema  | AR                                       | Dec                                      | Magnitudine | Tipo di stella    | Numero di pianeti confermati |
| HD 136118         | 15h 18m 56s                              | -01° 35′ 33″                             | 6,94        | Nana gialla       | 1 (b)                        |
| HD 168443         | 18h 20m 04s                              | -09° 35′ 45″                             | 6,92        | Subgigante gialla | 1 (b)                        |
| HD 168746         | 18h 21m 50s                              | -11° 55′ 22″                             | 7,95        | Nana gialla       | 1 (b)                        |
| HD 175541         | 18h 55m 41s                              | +04° 15′ 55″                             | 9,03        | Subgigante gialla | 1 (b)                        |
| CoRoT-2           | 19h 27m 07s                              | +01° 23′ 01″                             | 12,57       | Nana arancione    | 1 (b)                        |
| Ross 508          | 15h 23m 50s                              | +17° 27' 37"                             | 14,18       | Nana rossa        | 1 (b)                        |

## Mitologia

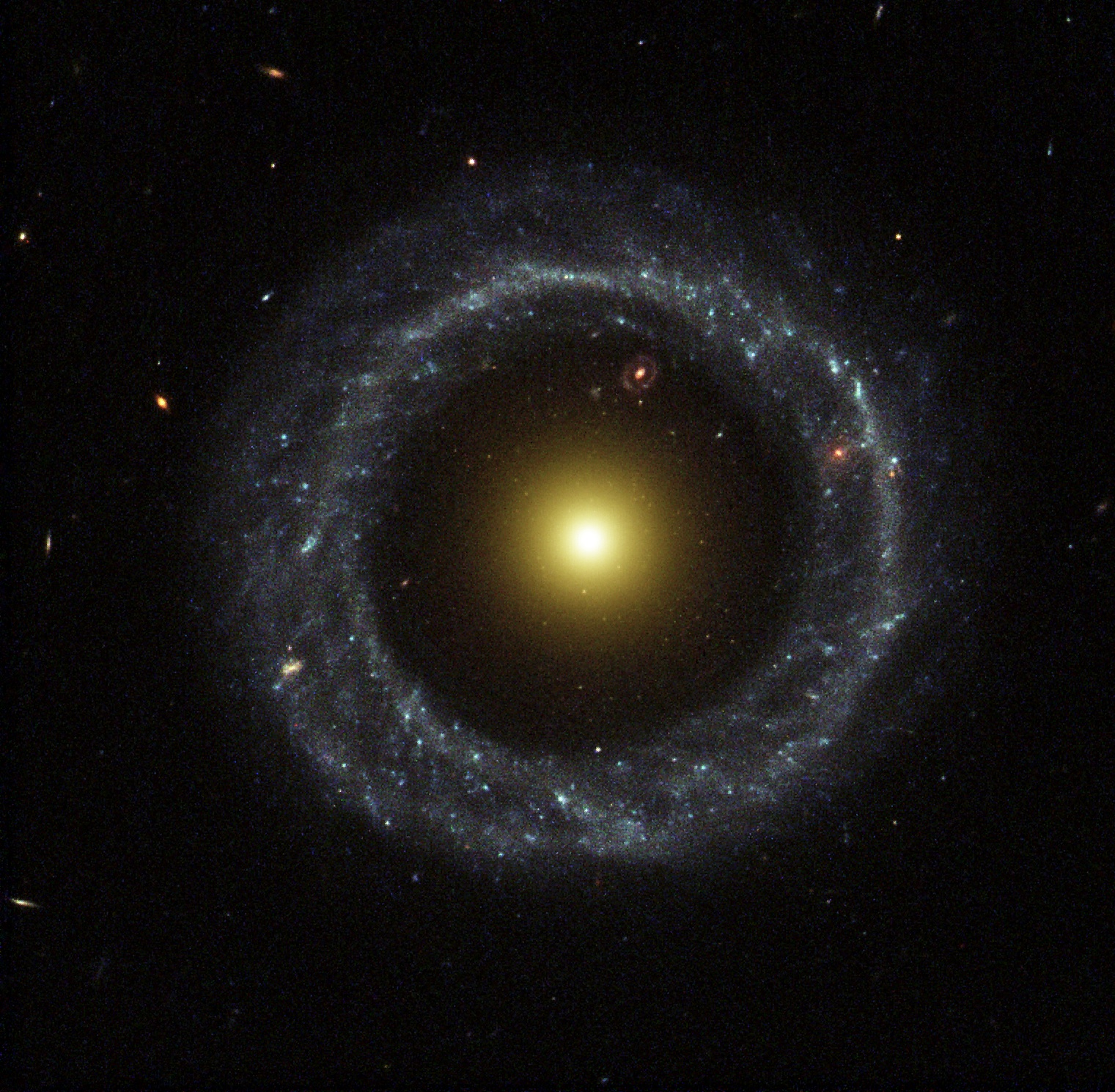
L'Oggetto di Hoag, una galassia dall'aspetto peculiare.

Questa costellazione è divisa in due parti - Serpens Caput, la testa, e Serpens Cauda, la coda, ma gli astronomi la considerano un'unica costellazione. Il Serpente è quell'enorme rettile tenuto tra le mani da Ofiuco nell'omonima costellazione. Con la mano sinistra Ofiuco afferra la sua testa, che è rivolta verso di lui, e con la mano destra tiene la coda. Arato di Soli e Manilio concordarono che il Serpente era attorcigliato attorno al corpo di Ofiuco, ma nella maggior parte degli atlanti celesti il serpente più semplicemente scivola tra le sue gambe.
Nella mitologia Ofiuco si identificava con il guaritore Asclepio, figlio di Apollo, ma non è ben spiegato perché in cielo sia alle prese con un serpente. La sua connessione con i serpenti dipende dal fatto che una volta ne uccise uno che miracolosamente resuscitò, grazie a un'erba che un altro serpente gli appoggiò sopra. Da allora Asclepio usò quell'erba per resuscitare i morti. I serpenti sono simbolo di rinascita perché ogni anno mutano pelle.
Si racconta inoltre che Asclepio ricevette dalla dea Atena il dono di cambiare il suo sangue con quello di Medusa la Gorgone. Da allora il sangue che sgorgava dalle vene del suo fianco sinistro era velenoso e portatore di sventure, ma quello del fianco destro aveva il potere di guarire qualsiasi malattia e persino di fare risorgere i morti.
La stella Alfa del Serpente si chiama Unukalhai dall'arabo «il collo del serpente», che coincide con il punto in cui si trova. La punta della coda è segnata da Theta del Serpente, chiamata Alya, una parola araba che si riferisce però a una «coda di pecora». L'oggetto più famoso del Serpente è un ammasso stellare chiamato M16, racchiuso in una nuvola di gas nota come Nebulosa dell'Aquila.